# Denis de Rougemont

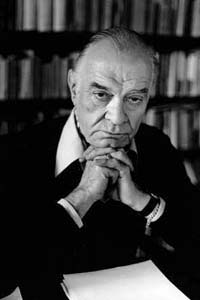
Denis de Rougemont, Fotografie von Erling Mandelmann

Denis de Rougemont (* 8. September 1906 in Couvet, Kanton Neuenburg; † 6. Dezember 1985 in Genf, Schweiz) war ein Schweizer politischer Philosoph und Vorkämpfer der europäischen Integration.

## Leben
Rougemont, Sohn eines reformierten Pfarrers und selbst «lebenslange[r] Calvinist», liess sich nach einem geisteswissenschaftlichen Studium an den Universitäten Neuenburg, Wien und Genf 1930 in Paris nieder, wo er bis 1933 für einen kleinen Verlag arbeitete und als Mitgründer der Zeitschriften Hic et nunc, Esprit und L’ordre nouveau in Erscheinung trat. Weil der Verlag in Konkurs ging und seine schriftstellerische Arbeit zur Ernährung der Familie nicht reichte, nahm er 1935/36 durch Vermittlung von Karl Epting und Otto Abetz eine Stelle als ausserplanmässiger Lektor für Französisch an der Universität Frankfurt am Main an. In dieser Zeit entstand sein Journal aus Deutschland 1935–1936. Nach Paris zurückgekehrt, arbeitete er als Chefredaktor für die Zeitschrift Les Nouveaux Cahiers des französischen Verlagshauses Éditions Gallimard. 1939, kurz vor Beginn des Zweiten Weltkrieges, erschien sein Hauptwerk Die Liebe und das Abendland, wo er den «amour courtois» der provenzalischen Minnesänger als Grundlage für die zeitgenössische europäische Vorstellung der Liebe literarisch und philosophisch analysiert. Das Buch war ein grosser Erfolg und wurde mehrmals und verbessert aufgelegt, wobei die siebte Auflage von 1972 als die endgültige gilt. Nach Kriegsausbruch diente er als Offizier in der Schweizer Armee und gehörte zu den Gründern des Gotthardbundes, der zum Widerstand gegen die Bedrohung durch das nationalsozialistische Deutschland aufrief und für eine Erneuerung der Schweiz eintrat. Eine Beschwerde des deutschen Gesandten wegen eines Artikels gegen die Besetzung von Paris führte im Sommer 1940 zu Rougemonts Entlassung und einem kurzzeitigen Hausarrest, schliesslich zur nicht ganz freiwilligen Ausreise in die Vereinigten Staaten, wo Rougemont mit seiner Familie bis 1947 lebte. Er lehrte zeitweilig an der École libre des Hautes Études unter dem Dach der New School for Social Research in New York City und arbeitete für das United States Office of War Information.

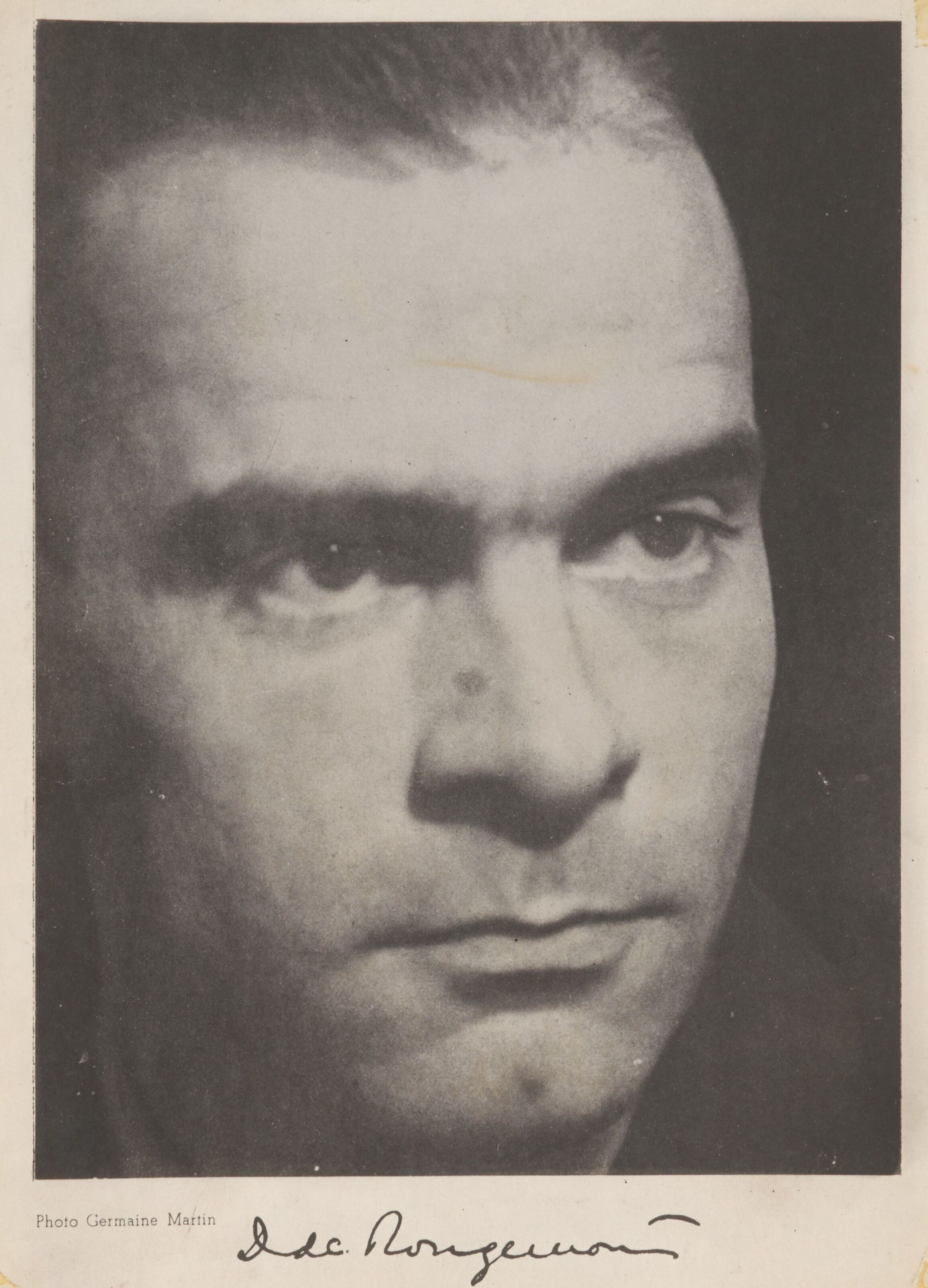
Denis de Rougemont etwa 1940, mit seiner Unterschrift

Nach dem Zweiten Weltkrieg lebte Rougemont in Ferney-Voltaire bei Genf und gehörte zu den Vordenkern der europäischen Einigung. In seinen Schriften entwarf er die Idee eines föderalistischen Europas als Alternative zum zentralistischen Nationalstaat. Beim Haager Europa-Kongress 1948 konzipierte er das Abschlussmanifest, das den Anstoss für die Gründung des Europarats gab. 1950 gründete er das «Centre Européen de la Culture» (CEC) in Genf, das er bis zu seinem Tod leitete. Von 1952 bis 1956 war Rougemont Präsident des Exekutivkomitees des «Congrès pour la Liberté de la Culture» in Paris. 1963 gründete er an der Universität Genf das IUEE – Institut universitaire d’études européennes – welches 2013 im GSI – Global Studies Institute – aufging, an dem er bis zu seinem Tod lehrte. Von 1952 bis 1982 fungierte er als Präsident der Association Européenne des Festivals de Musique (heute: European Festivals Association), deren Gründung er gemeinsam mit dem Dirigenten Igor Markevitch angeregt hatte.
Neben seiner Arbeit als Institutsleiter und Berater der europäischen Politik schrieb Rougemont zwischen 1948 und 1985 zehn Bücher, um seine Vorstellungen von der Zukunft Europas zu verbreiten. L’Aventure Occidentale de l’Homme (Das Wagnis Abendland, 1957) beschreibt die Prinzipien des Zusammenhalts, insbesondere die philosophischen und religiösen Grundlagen einer europäischen Kultur. In seinem Werk L’avenir est notre affaire (Die Zukunft ist unsere Sache, 1977) analysiert er die politischen Entwicklungen des 20. Jahrhunderts (Wachstumsreligion, Nationalstaat, technische Entwicklung). Um den Gefahren des Nationalstaates und der wirtschaftlichen Machtkonzentration entgegenzuwirken, schlägt er darin Konzepte zur Bürgerbeteiligung und Selbstverwaltung vor. So gilt er als einer der Begründer des Konzepts «Europa der Regionen».

## Ehrungen

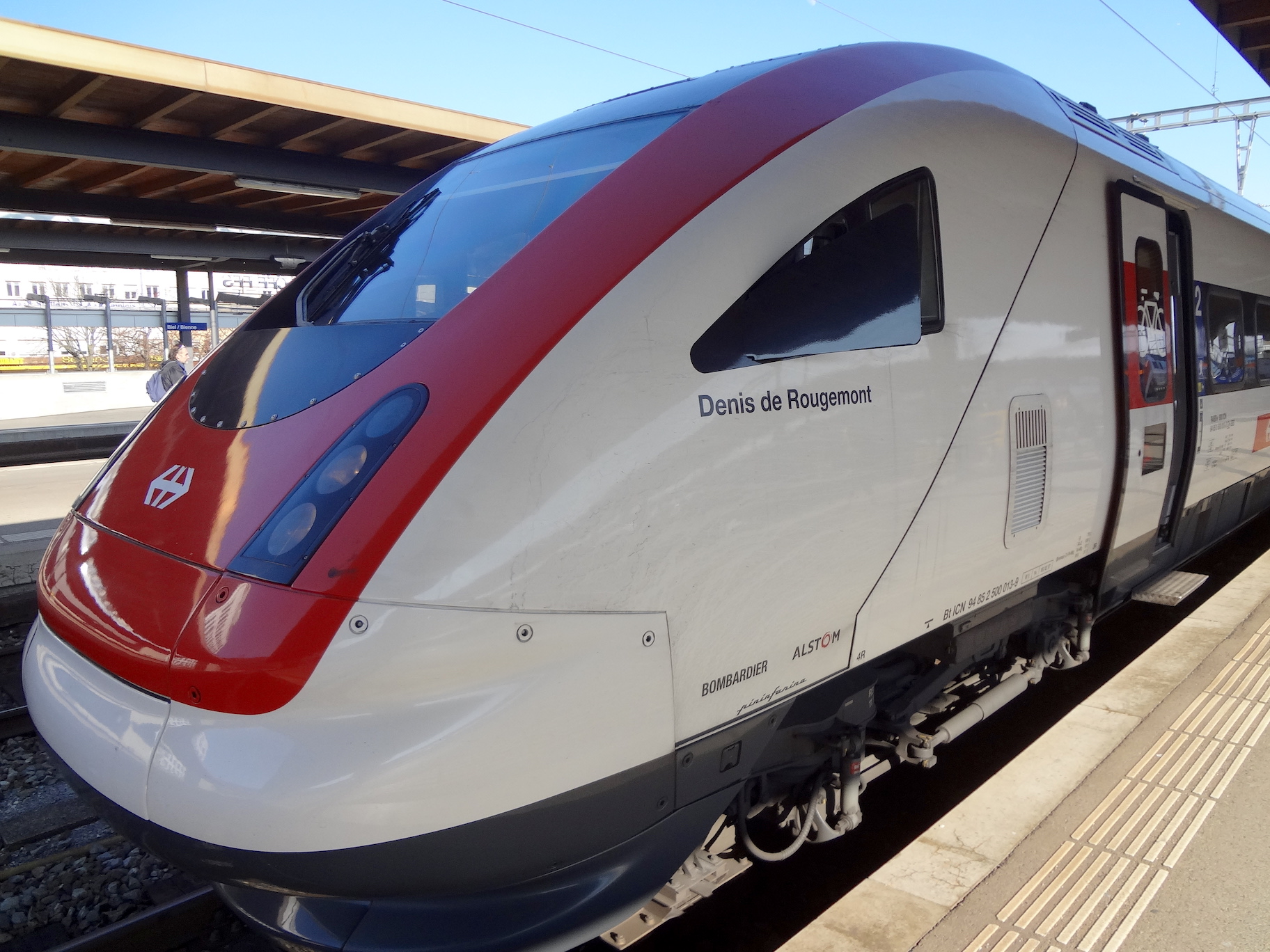
Der SBB-Zug mit dem Schriftzug Denis de Rougemont

- 1970 Robert-Schuman-Preis (Alfred-Toepfer-Stiftung)
- 1971 Dr. h. c. der Rechtsfakultät der Universität Zürich
- 1981 Dr. h. c. der Universität Galway (Irland)
- 1982 Preis der Schiller-Stiftung (Zürich).

In Gedenken an ihn wurde eine Zugskomposition der SBB des Typs SBB RABDe 500 (ICN) nach ihm benannt.

## Werke (Auswahl)
Essays
- Tagebuch eines arbeitslosen Intellektuellen – Journal d’un intellectuel au chômage (1937). Aus dem Französischen von R. J. Humm. Hain, Frankfurt am Main 1991, ISBN 3-445-08552-8.
- Journal aus Deutschland 1935–1936 – Journal d’Allemagne (1938). Aus dem Französischen von Tobias Scheffel. Paul Zsolnay Verlag, Wien 1998, ISBN 3-552-04906-1.
- Die Liebe und das Abendland – L’amour et l’occident (1939, überarbeitete und erweiterte Auflage 1956). Aus dem Französischen von Friedrich Scholz. Kiepenheuer & Witsch 1966. – Erste vollständige Übersetzung von Friedrich Scholz, mit einem Postskriptum des Autors. Diogenes, Zürich 1987, ISBN 3-257-21462-6. – Übers. von Friedrich Scholz und Irène Kuhn. Frietsch, Gaggenau 2007, ISBN 978-3-937592-16-9.
- Der Anteil des Teufels – La part du Diable (1942). Aus dem Französischen von Josef Ziwutschka. Amandus-Verlag, Wien 1949 (dt. EA). – Übers. von Josef Ziwutschka und Elena Kapralik. Matthes & Seitz, München 1999, ISBN 3-88221-282-9.
- Das Wagnis Abendland – L’Aventure occidentale de l’homme (1957). Aus dem Französischen von Walter Lenz. Langen/Müller, München 1959.
- Europa – Vom Mythos zur Wirklichkeit (1961). Aus dem Französischen von Hjalmar Pehrsson und Renate Bieber. Prestel-Verlag, München 1962.
- Die Zukunft ist unsere Sache – L’avenir est notre affaire (1977). Aus dem Französischen von Klaus Schomburg und Sylvia M. Schomburg-Scherff. Klett-Cotta, Stuttgart 1980, ISBN 3-12-926681-X (zahlreiche Auflagen).

Libretto
- Nicolas de Flue. Légende dramatique (dramatisches Oratorium). Musik (1938/39): Arthur Honegger.